# اوک (آلاباما)
اوک (به انگلیسی: Oak) یک منطقهٔ مسکونی در ایالات متحده آمریکا است که در آلاباما واقع شده‌است. اوک ۲٫۱۳ متر بالاتر از سطح دریا واقع شده‌است.